# Scythisch Neapolis
Scythisch Neapolis (Grieks: Σκυθική Νεάπολις) was een stad op de Krim, bewoond van de late 3e eeuw v.Chr. tot de tweede helft van 3e eeuw n.Chr.. De restanten bevinden zich aan de rand van het huidige Simferopol.
Het was de hoofdstad van het Krim-Scythische koninkrijk, onder de vorsten Scilurus en Palacus. Hun graven bevinden zich waarschijnlijk in het plaatselijke mausoleum. Hun koninkrijk strekte zich uit van de noordelijke Krim tot de Beneden-Dnjepr.
De stad had in de 3e-2e eeuw v.Chr. een gemengd Scythisch-Griekse bevolking, sterke verdedigingsmuren en grote publieke gebouwen volgens de regels van de Griekse architectuur.
In 110-107 n.Chr. onderwierp Diophantes de Krim en kwam de stad onder het koninkrijk Pontus. 
Neapolis werd halverwege de 3e eeuw n.Chr. door de Goten verwoest.